# ویئبو
ویئبو (انگلیسی: Weibo) شرکت فناوری اطلاعات چینی است، که در سال ۲۰۱۰ تأسیس شد.